# Hu Hesheng
Hu Hesheng (en chinois : 胡和生 ; pinyin : Hé Héshēng), née le 20 juin 1928 à Shanghai (Chine) et morte le 2 février 2024, est une mathématicienne chinoise, spécialiste de géométrie différentielle et de physique mathématique. 
Elle est vice-présidente de la Société mathématique chinoise, présidente de la Société mathématique de Shanghaï, et membre de l'Académie chinoise des sciences. Hu Hesheng est aussi conférencière Noether en 2002.

## Biographie

### Carrière
Née à Shanghai, Hu Hesheng étudie les mathématiques à l'université Jiao-tong de Shanghai et l'université normale de la Chine de l'Est. Elle obtient son diplôme de maîtrise en mathématiques à l'université du Zhejiang en 1952, sous la supervision de Su Buqing. Au cours de la période 1952-1956, elle est chercheuse à l'Institut de mathématiques de l'Académie chinoise des sciences. En 1956, elle part à l'université Fudan à Shanghai, et devient maîtresse de conférences en mathématiques, puis professeure associée, et enfin professeure à temps plein.

### Vie privée
Hu Hesheng est mariée avec Gu Chaohao, qui est aussi mathématicien, et a servi en tant que président de l'université de sciences et technologie de Chine.

## Travaux
Son principal sujet de recherches est la géométrie différentielle. Elle a dirigé un groupe de recherche de l'université de Fudan pendant les années 1980 et 1990.
Elle s'est penchée notamment sur la théorie des déformations des hypersurfaces, aux espaces de courbure constante ainsi qu'aux applications harmoniques sur des variétés riemanniennes. Plus tard, elle s'intéresse à la physique mathématique, par exemple les solutions de l'équation de Yang-Mills, les systèmes intégrables tels que celui de Toda-Gitter, en rapport avec les systèmes intégrables de la géométrie différentielle des surfaces et la théorie géométrique des solitons.

## Prix et distinctions
Hu Hesheng est l'ancienne vice-présidente de la Société mathématique chinoise, et l'ancienne présidente de la Société mathématique de Shanghai. En 1991, Hu Hesheng a été élue membre de l'Académie chinoise des sciences. En 2002, Elle donne la Conférence Emmy Noether au cours du congrès international des mathématiciens à Pékin.
Depuis 2003, elle est également membre de la Third World Academy of Sciences (TWAS).

## Publications (sélection)
- Non Existence Theorems for Yang-Mills-Fields and harmonic maps in the Schwarzschild spacetime, Letters in Mathematical Physics, vol. 14, 1987, p. 253
- avec Gu Chaohao et Zixiang Zhou : Darboux transformations in integrable systems, Springer, 2004